# Crnogorska republička nogometna liga 1969./70.
Republička liga Crne Gore (Crnogorska republička nogometna liga) je bila liga trećeg stupnja nogometnog prvenstva Jugoslavije u sezoni 1969./70. 
 
Sudjelovalo je 12 klubova, a prvak je bila "Iskra" iz Danilovgrada.  

## Ljestvica
| mj. | klub                               | ut. | pob. | ner. | por. | gol+ | gol- | bod |
| --- | ---------------------------------- | --- | ---- | ---- | ---- | ---- | ---- | --- |
| 1.  | Iskra Danilovgrad                  | 22  | 16   | 2    | 4    | 57   | 26   | 34  |
| 2.  | Bokelj Kotor                       | 22  | 16   | 1    | 5    | 69   | 28   | 33  |
| 3.  | Mornar Bar                         | 22  | 12   | 4    | 6    | 40   | 24   | 28  |
| 4.  | Rudar Pljevlja                     | 22  | 10   | 5    | 7    | 48   | 30   | 25  |
| 5.  | Arsenal Tivat                      | 22  | 9    | 4    | 9    | 38   | 31   | 22  |
| 6.  | Dečić Tuzi                         | 22  | 9    | 4    | 9    | 46   | 44   | 22  |
| 7.  | Ivangrad                           | 22  | 10   | 2    | 10   | 33   | 47   | 22  |
| 8.  | Čelik Nikšić                       | 22  | 9    | 3    | 10   | 42   | 32   | 21  |
| 9.  | Spuž                               | 22  | 7    | 7    | 8    | 39   | 41   | 21  |
| 10. | Jezero Plav                        | 22  | 7    | 4    | 11   | 36   | 50   | 18  |
| 11. | Crvena Stijena (Tološi – Titograd) | 22  | 4    | 3    | 15   | 27   | 57   | 11  |
| 12. | Muo                                | 22  | 3    | 1    | 18   | 18   | 69   | 7   |

- Titograd – tadašnji naziv za Podgoricu
- Ivangrad – tadašnji naziv za Berane
- Tološi – danas dio naselja Podgorica
- "Ivangrad" – također i pod nazivom "OFK Ivangrad"
- "Muo" – također i pod nazivom "OFK Muo"

## Rezultatska križaljka
| kratica | klub                               | ARS | BOK | CRVS | ČEL | DEČ | ISK | IVA | JEZ | MOR | MUO | RUD | SPUŽ |
| --- | ---------------------------------- | --- | --- | ---- | --- | --- | --- | --- | --- | --- | --- | --- | ---- |
| ARS | Arsenal Tivat                      |     |     |      |     |     |     |     |     |     |     |     |      |
| BOK | Bokelj Kotor                       |     |     |      |     |     |     |     |     |     |     |     |      |
| CRVS | Crvena Stijena (Tološi – Titograd) |     |     |      |     |     |     |     |     |     |     |     |      |
| ČEL | Čelik Nikšić                       |     |     |      |     |     |     |     |     |     |     |     |      |
| DEČ | Dečić Tuzi                         |     |     |      |     |     |     |     |     |     |     |     |      |
| ISK | Iskra Danilovgrad                  |     |     |      |     |     |     |     |     |     |     |     |      |
| IVA | Ivangrad                           |     |     |      |     |     |     |     |     |     |     |     |      |
| JEZ | Jezero Plav                        |     |     |      |     |     |     |     |     |     |     |     |      |
| MOR | Mornar Bar                         |     |     |      |     |     |     |     |     |     |     |     |      |
| MUO | Muo                                |     |     |      |     |     |     |     |     |     |     |     |      |
| RUD | Rudar Pljevlja                     |     |     |      |     |     |     |     |     |     |     |     |      |
| SPUŽ | Spuž                               |     |     |      |     |     |     |     |     |     |     |     |      |
| |                                    |     |     |      |     |     |     |     |     |     |     |     |      |
| podebljan rezultat - utakmice od 1. do 11. kola (1. utakmica između klubova) rezultat normalne debljine - utakmice od 12. do 22. kola (2. utakmica između klubova) rezultat nakošen - nije vidljiv redoslijed odigravanja međusobnih utakmica iz dostupnih izvora rezultat nakošen i smanjen * - iz dostupnih izvora nije uočljiv domaćin susreta prekrižen rezultat - poništena ili brisana utakmica p - utakmica prekinuta 3:0 p.f. / 0:3 p.f. - rezultat 3:0 bez borbe n.i. - nije igrano |                                    |     |     |      |     |     |     |     |     |     |     |     |      |

 Izvori: 

## Unutrašnje poveznice
- Crnogorska republička nogometna liga (1946. – 1991.)
- Druga savezna liga 1969./70.